# Thieves (film fra 1919)
Thieves er en amerikansk stumfilm fra 1919 af Frank Beal.

## Medvirkende
- Gladys Brockwell som Mazie Starrett
- William Scott som Jimmy Britton
- Hayward Mack som Henry Hartland
- Jean Calhoun som Allison Cabot
- W. C. Robinson som Spike Robinson